# 日産・R90CP
日産・R90CPは、1990年全日本スポーツプロトタイプカー耐久選手権（JSPC）およびル・マン24時間レース用に日産自動車が製作したグループCカー。

## 概要
1987年から日産のグループCカー活動は、林義正がスポーツエンジン開発責任者兼任の形で指揮を執ることになった。林によりシャシーの開発を任された水野和敏は、ローラと共同でR89Cを開発した。しかし、ローラの古拙なマシン開発手法に失望し、グループCマシンの自製を決意。これを1990年からの監督就任の条件として本社上層部の許可を取り付け、開発されたのがR90CPである。ただし、1990年シーズンは日産グループ全体としてローラ製シャシーを使用してグループCカー活動を行うことが既に決定していたので、シャシーのみR89Cのものを使用した。
空力開発はニッサン・パフォーマンス・テクノロジー（NPTI）からNISMOに移籍した鈴鹿美隆が行った。
エンジンは前年のVRH35の進化版、3.5リットルV型8気筒ツインターボのVRH35Zを搭載。予選用の高過給設定では1,200馬力に達したという。
タイヤは引き続きダンロップで、当初からフロント17インチ、リア19インチタイヤ（内径）を使用した。
このシーズンは英国で製作されたマシンをR90CK、日本で製作されたマシンをR90CPと名づけた。R90CPの「P」は製作された追浜（Oppama）のPである。

## 戦績

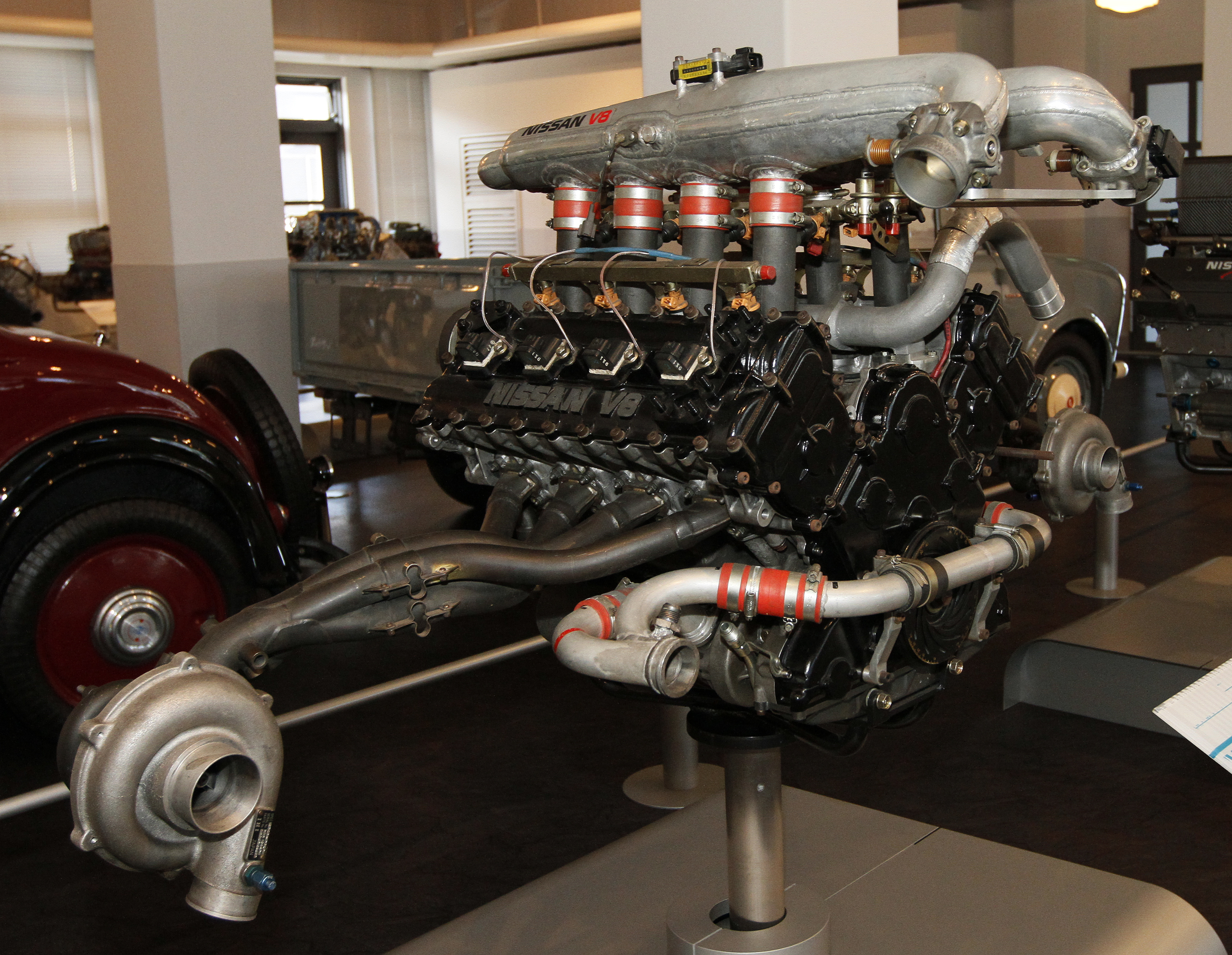
日産・VRH35Zエンジン

### 1990年
1990年シーズン、日産はJSPCとWSPC・鈴鹿に23号車（ドライバー　星野一義・鈴木利男）、24号車（ドライバー　長谷見昌弘・アンデルス・オロフソン）の2台を、ル・マンには23号車（ドライバー　星野・長谷見・鈴木利男）1台をエントリーさせた。
R90CPは1990年のJSPC開幕戦、富士500kmでデビューした。空力性能の比較のため23号車はR89Cのカウルを装備していた。レースはこちらもこのレースがデビューのトヨタ・90C-Vがポール・トゥ・ウィンを決め、予選2位の24号車が2位に入り予選4位スタートの23号車はレース序盤のスピンが響き4位に終わった。
次のレースはWSPC開幕戦鈴鹿で、23号車に搭乗予定の鈴木利男がテストで負傷したため、アンドリュー・ギルバート＝スコットが星野とペアを組んだ。このレースからブレーキディスクがカーボン化された。空力性能の比較のため24号車はR89Cのカウルを装備して登場した。レースは予選5位スタートの23号車が、7位走行中の46周目に後続のマシンに追突された時にサスペンションを痛め、これが原因で74周目にスピンしリタイア。24号車は予選9位から着実に走り終盤ジャガー、トヨタの後退もあり2台のザウバーに次ぐ3位表彰台を獲得した。
JSPC第2戦・富士1000kmから2台ともR90CP用カウルを用いるようになった。このレースはル・マン24時間の前哨戦とされていたがレースは雨で中止になった。
そのル・マン24時間レースでは、ジャガーとともにこの年の優勝候補と目されていた日産はプライベーターも含め大量7台（Tカーを含めると9台）をエントリーさせた。R90CPもTカーを含む2台がル・マンに登場した。予選では長谷見が3:33.17を記録して3位の好位置につけた。決勝でも小さなマシントラブルに見舞われながらも当時日本車・日本人ドライバー最高の5位に入賞した。
ル・マンからの凱旋レースとなったJSPC第3戦富士500マイルでは24号車がポールポジションを獲得。23号車は予選4位につけた。決勝ではトップを走っていた23号車が1回目のピットストップでエンジンの再始動に失敗し最下位まで後退。24号車も32週目にタイヤがバーストしてタイムロス。レースは、替わってトップに立ったトヨタ36号車を24号車が追う展開となる。36号車と24号車の同一周回でのトップ争いは延々100周以上も続きこのまま36号車が勝ち、トヨタの連勝が濃厚かと思われた158周目、36号車は突然のエンジントラブルでストップ。24号車が179周を走り切り優勝を決めた。23号車も最下位から挽回し3位を獲得した。
JSPC第4戦鈴鹿1000kmは、R90CPの実力が十二分に発揮されたレースとなった。このレースから23号車のみタイヤをダンロップからブリヂストンに変更した。その23号車は予選3位からスタートしトップに立った2回目のピットストップ後ペースを上げ独走態勢に入った。ライバルチームはこれを無謀な飛び出しと見ていたが、23号車はそのまま走り切って優勝してしまった。予選4位スタートの24号車は途中電気系トラブルによりマシンがコース上に止まってしまうトラブルがあり7位に終わった。トラストの国政久郎テクニカル・アドバイザーは「ニッサンより速いペースで行くマシンがあっても、そのマシンはゴールできませんよ。ニッサンはそれほどの燃費とスピードを達成しているんです」と語りR90CPが最速マシンの座に就いたとの見方を示した。
JSPC第5戦・菅生500kmでは予選2位スタートの24号車が優勝。予選4位スタートの23号車は第3戦と同じくピットストップでのエンジン再始動に失敗し4位に終わった。
JSPC最終戦・富士1000kmは時折雨が降る不安定な天候の中行われた。前戦終了時点でポイントリーダーの24号車の長谷見・オロフソン組は59ポイント。23号車の星野・鈴木組が52ポイントで追う展開。星野はグループA、全日本F3000との三冠を狙っての最終戦である。星野・鈴木組の乗る23号車は予選2位スタートから決勝でも2位に入賞。ポイントを67にまで伸ばした。24号車は107周目にコースアウトしトップから10周遅れとなりタイトル獲得は絶望的な状況になったと思われたが、その後上位陣が脱落し5位にまで順位を戻すことに成功。こちらもシーズン通算67ポイントとなったが優勝回数の差で長谷見昌弘がドライバーズタイトルを獲得。国産マシンに乗る初のJSPC王者となった。
タイサンの千葉泰常はシーズン終了後、1990年のJSPCシリーズを振り返って「一番驚くのは国産の、それもニッサンの完成度が非常に早く高まったということ」、「鈴鹿1000kmでニッサンの燃費が持ったというのは驚異」、「クルマだけでなく、総合力でニッサンさんの詰めが非常に良かった」と語った。

### 1991年
シーズン初頭にデイトナ24時間レースへの参戦が予定されていたが、これは湾岸戦争の影響により直前にキャンセルされた。
日産は1991年シーズン用に完全自社製のR91CPを登場させたがJSPC第1戦富士500kmには23号車のみR91CPを使用。前年度チャンピオンの1号車（長谷見・オロフソン組）はR91CPのパーツを組み込んだR90CPを使用した。タイヤはこの年からブリヂストンに統一された。予選3位からレースをスタートした1号車は23号車とトップを争い69周目にはトップに立つが、2回目のピットストップにオロフソンがに規定周回数より1周少ない周回数で入ってしまい、もう1周走りなおすことになり大幅にタイムロス。レース終盤には燃料系統にトラブルが出て9位に終わった。
JSPC第2戦から1号車もR91CPを使用することになったが、第3戦でマシンを大破させてしまい、第4戦鈴鹿1000kmで1号車は再びR91CPのパーツを組み込んだR90CPを走らせることになった。予選5位からスタートしトップから4周遅れながら3位に入った。

## 参考書籍
- 「HIGH ANGLE 33」　『Racing On No.84』　三栄書房、1990年。
- 「徹底解析NISSAN R92CP」　『Racing On』No.136　三栄書房、1993年。
- 「ニッサンの黄金期を生んだ"Cカー理論"」　『Racing On　特別編集　Cカーの時代[総集編]』　三栄書房、2006年。
- 「日産R92CP」　『モーターファン特別編集 レーシングカーのテクノロジー』　三栄書房、2010年。